# Jason Becker
Jason Becker (22 juli 1969) is een Amerikaanse rockgitarist die bekend is geworden door zijn virtuositeit die hij op zijn solo-albums en als gitarist bij Cacophony en David Lee Roth heeft laten horen. 
In de jaren 80 ontstond er een stroming van buitengewoon virtuoze gitaristen afkomstig van de G.I.T. universiteit in de Verenigde Staten. Extreem complexe solo-partijen waren het handelsmerk van deze lichting muzikanten. Mike Varney van het Shrapnel-platenlabel produceerde vele van deze jonge gitaargoden, maar ontdekte in Becker (toen slechts 16 jaar) en Marty Friedman een perfect gitaarduo. Becker richt halverwege de jaren 80 met Friedman de band Cacophony op. Twee albums vulden zij met hun gitaarspel en als solo-artiest brengt hij in 1988 het album Perpetual burn uit.
Op 20-jarige leeftijd wordt hij door voormalig Van Halen-zanger, David Lee Roth, gevraagd om de plaats op te vullen van gitarist Steve Vai. 
In 1990 echter draaide zijn wereld om toen hij tijdens de tournee met Roth te horen kreeg dat hij de ziekte ALS (Lou Gehrig's disease) heeft. Hij verlaat de tour, maar maakt wel het album A little ain't enough van Roth af. Becker was later niet meer in staat om het live te vertolken.
De ziekte eist haar tol en Becker belandt in een rolstoel met alle nodige hulpmiddelen. Hoewel bewegen, praten en zelf ademen niet meer of zeer moeizaam gaan, blijft hij zijn liefde voor muziek uitdragen. Door middel van oogscanners, andere hightechapparatuur en met behulp van bevriende gitaristen (o.a. Eddie van Halen, Paul Gilbert, Marty Friedman) kan Becker zijn muziek uitwerken.

## Discografie
- Speed Metal Symphony — Cacophony (1987)
- Go Off! — Cacophony (1988)
- Perpetual Burn (1988)
- Dragon's Kiss (1988) (Marty Friedman)
- A Little Ain't Enough - David Lee Roth (1991)
- Perspective (1996)
- The Raspberry Jams (1999)
- The Blackberry Jams (2003)
- Collection (2008) (compilatiealbum met een paar nieuwe nummers)
- Jason Becker's Not Dead Yet! - Live in Haarlem, (2012)
- Inferno (2014) (Marty Friedman)
- Triumphant Hearts (dec 2018) met Marty Friedman, Joe Satriani, Jeff Loomis, Richie Kotzen, Gus G., Greg Howe, Steve Morse, Paul Gilbert and Steve Vai.

- Bibliothèque nationale de France: cb14044048h (data)
- International Standard Name Identifier: 0000 0000 7841 1724
- Library of Congress Control Number: n95061144
- MusicBrainz: 5cec93ac-6c6e-4902-b791-c3227742db15
- Nationale Bibliotheek van Tsjechië: js20020211004
- Virtual International Authority File: 84211514
- WorldCat: E39PBJhMfjDxFXpgGvhqV8wXBP